# Tatort: Tod auf dem Rhein
Tod auf dem Rhein ist ein Fernsehfilm aus der Krimireihe Tatort mit dem Ludwigshafener Ermittlerduo Lena Odenthal (Ulrike Folkerts) und Mario Kopper (Andreas Hoppe). Es handelt sich um die 757. Tatort-Folge und eine Produktion des SWR in Zusammenarbeit mit Maran Film. Die Episode wurde am 28. Februar 2010 im Ersten Deutschen Fernsehen zum ersten Mal ausgestrahlt.
Es ist der Tod eines ehemaligen Rennwageningenieurs aufzuklären, in dessen Folge ein weiterer Mord geschieht, für den es denselben Schuldigen gibt. Dabei lernen die Ermittler die Welt des Autorennsports kennen mit all seinen hintergründigen Problemen um Existenzangst, Konkurrenzdenken, Datendiebstahl und Eifersuchtsdramen.

## Handlung
Konrad Hanke war Chefingenieur in einem Rennbetrieb. Doch nachdem seine Frau vor einem Jahr bei einem Autorennen tödlich verunglückt ist, hat er dem Rennsport entsagt und arbeitet mit seinem Sohn Daniel auf der Grimm-Werft, die seiner Schwägerin Silke Grimm gehört. Trotzdem findet er keinen rechten Halt mehr im Leben und ist häufig betrunken. So verwundert es nicht, als er eines Tages tot am Rheinufer aufgefunden wird. Obwohl die Leiche von Möwen recht entstellt wurde, ist die Identität schnell geklärt. Allerdings war es kein Selbstmord. Er wurde mit einer Flasche bewusstlos geschlagen und ist daraufhin ertrunken.
Odenthal und Kopper müssen dem Sohn des Opfers mitteilen, dass er nun nach seiner Mutter auch den Vater verloren hat. Daniel Hanke ist überzeugt davon, dass Gabi Stein etwas mit dem Tod seines Vaters zu tun hat. Sie war früher Teamkollegin seiner Mutter und in deren Trainingsunfall verwickelt, sodass Daniel ihr die Schuld am Tod seiner Mutter gibt. Als sie am Vortag auf der Werft auftauchte, hatte sein Vater sie förmlich davongejagt.
Rennstallbesitzer Hamacher wollte, dass Hanke wieder als Ingenieur ins Renngeschäft zurückkehrt, denn seit er nicht mehr da ist, wurden die Siege immer rarer. Sein Youngstar Martin Berger versteht sich außerdem nicht gut mit seiner Teamkollegin Gabi Stein, was dem Rennklima nicht förderlich ist. Hamacher setzt auf ein Computerprogramm, von dem er weiß, dass Konrad Hanke es besaß. Mithilfe dieses Fahrzeug-Setupprogramms lassen sich die Rennwagen für jede Rennstrecke optimal einstellen, was für einen Wettkampf große Vorteile bringen kann. Kurz darauf wird in die Grimm-Werft eingebrochen und Hankes Computer gestohlen. Ein Reifenabdruck führt zu Hamacher. Odenthal versucht ihn unter Druck zu setzen, denn sie hat bemerkt, dass er an Hankes Know-how interessiert war. Doch nicht er war mit dem Wagen in der Nacht unterwegs gewesen, sondern Gabi Stein. Sie hatte Angst, nicht mehr gegen ihren Teamkollegen gewinnen zu können, und hatte sich das Programm samt Laptop aus Hankes Büro geholt. Beim Versuch, ihren Rennwagen neu zu programmieren, wird sie von jemandem überrascht. In ihrer Angst ruft sie Kopper an, doch das Gespräch bricht ab, und als die Ermittler im Rennstall nachsehen, finden sie Gabi Stein mit einem Hammer erschlagen am Boden liegend. Kopper verdächtigt Hamacher, doch der ist erschüttert über den Tod seiner Fahrerin und nicht ansprechbar. Dafür wird Daniel Hanke schnell als möglicher Täter ermittelt. In seinem Schmerz über die familiären Verluste fährt er mit dem Laptop in einem Schlauchboot über den Rhein und kollidiert mit einem Schleppkahn. Allerdings findet sich nach der Kollision nur das leere Boot. Odenthal sieht auf der Werft nach und hat Erfolg. Daniel hat sich hier versteckt, ist allerdings verletzt. Er gibt an, dass er Gabi Stein nicht töten wollte, er wollte nur den Laptop seines Vaters zurückholen. Als sie ihn hysterisch angegriffen hatte, habe er sich nur wehren wollen und sie weggestoßen. Als Odenthal ihn auf den Hammer anspricht, ist er irritiert, denn von einem Hammer wisse er nichts.
Kriminaltechniker Becker entdeckt Filmsequenzen von der letzten Siegesfeier bei Hamacher, bei der mit Magnum-Sektflaschen gefeiert wurde, einem Flaschentyp, der für die Kopfwunde von Konrad Hanke in Frage kommt. Daraufhin befragt Odenthal Christian Hamacher, der nun, noch immer betrübt vom Tod seine Spitzenfahrerin Stein, kleinlaut zugibt, dass Konrad Hanke angetrunken zu ihnen auf das Schiff, auf dem die der Siegesfeier am Wochenende stattfand, gekommen sei und massiv Streit angefangen habe. Der sei so eskaliert, dass Martin Berger seine Sektflasche nach Hanke geworfen und diese ihn so unglücklich am Kopf getroffen hatte, dass Hanke über Bord gegangen und sofort im Wasser untergegangen sei. Anstatt zu helfen, sei Hamacher panisch von Bord gerannt und mit dem Auto nach Hause gefahren.
Hankes Laptop konnte inzwischen aus dem Rhein geborgen werden, und Berger gelingt es, ihn wieder zum Laufen zu bringen.  Er enthält tatsächlich das gesuchte Setup-Programm für Rennwagen, auf das Hamacher und seine Fahrer so versessen waren. Kopper geht auf Martin Berger zu, der ebenso kleinlaut wie Hamacher verlauten lässt: „Ich wäre auch ohne dieses Scheißprogramm klargekommen, aber sie hätte das nie geschafft, nie.“

## Hintergrund
Der Film wurde vom Südwestrundfunk in Zusammenarbeit mit Maran Film produziert und in Ludwigshafen, Baden-Baden, Germersheim und am Hockenheimring gedreht. Ein Drehort war die Neue Germersheimer Schiffswerft.

## Rezeption

### Einschaltquoten
Die Erstausstrahlung von Tod auf dem Rhein am 28. Februar 2010 wurde in Deutschland insgesamt von 8,3 Millionen Zuschauern gesehen und erreichte einen Marktanteil von 22,0 Prozent für Das Erste.

### Kritik
Rainer Tittelbach von tittelbach.tv schreibt sehr ernüchternd: „Nach zweieinhalb Minuten geben Die Toten Hosen ein erstes Stimmungsbild: ‚Steh auf, wenn du am Boden bist.‘ Dass es einer der schlechtesten Songs ist, den die Band je aufgenommen hat, ist kein gutes Omen. Der ‚Tatort: Tod auf dem Rhein‘ beginnt denn auch als 08/15-Whodunit und bekommt später nie die Kurve zwischen Rennstall und Werft, zwischen Familiendrama und Rennsportkritik. Die Krimihandlung ist nach Schema F geplottet, der Inszenierungsstil, Szenen der vordergründigen Spannung wegen zu unterbrechen, ist ein Rückfall ins Erzählen der 1970er und 80er Jahre. […] Die Figuren sind holzschnittartig angelegt, aber auch deren Konflikte untereinander. Entsprechend farblos auch die überraschungsarm gecasteten Schauspieler. Für Rennsportfans mag die Dramaturgie ausreichen, für Krimifans ist das viel zu wenig. ‚Tatort‘-Tiefpunkt!“
Bei Focus.de urteilt  Gregor Dolak: „Weniges ist bluesiger als eine vollkommen verlassene Rennstrecke, auf der Gefühle und gegenseitige Verdächtigungen hochschlagen. Leere Ränge, triste Boxengassen und weit und breit kein einziges Luder. Was der sonntägliche Formel-1-Zuschauer nicht sieht, bekommt er an diesem Sonntagabend geliefert: das Unkraut in den Asphaltritzen, die zerstörten menschlichen Beziehungen nach einem Crash. […][Leider] steht der Plot auch gelegentlich im Stau. Die Bilder beschwören rasende Spannung, während die Zahl der Motive gedrosselt wirkt. […] Der Betrug mit geklauter Auto-Software muss als Motiv herhalten. Eine kriminalistische Vollbremsung.“
Kathrin Buchner bei Stern.de stellt fest: „Datenklau, Konkurrenzkampf und Eifersuchtsdrama: Der Ludwigshafener ‚Tatort‘ spielt am Rhein und auf der Rennbahn, liegt mit moderner Optik auf der Überholspur, aber legt in punkto Spannung zu viele Boxenstopps ein. Warum Regisseur Patrick Winczewski und Drehbuchautor Horst Freund aus diesen Einzelteilen keine Geschichte zusammenschrauben, die auf der Überholspur bleibt, ist schwer zu verstehen. Ulrike Folkerts als Kommissarin Lena Odenthal ermittelt konzentriert und akribisch wie selten, ohne jegliche Abschweifung ins Private. Die Dialoge sind aufs Wesentliche reduziert, die Schauspieler, allen voran Jeremias Koschorz als verbitterter Vollwaise mit Hang zur Selbstjustiz, zeigen eine mehr als solide Vorstellung. Besonders die Bildsprache ist modern, die Einstellungen sind melancholisch-schön, die Schnitte passen. Und sogar Schockeffekte gibt es zu sehen: Hankes Leiche wurde von den Bissen der Möwen grausig entstellt. [Doch leider bleibt] im Wechsel zwischen Vollgas und Entschleunigung […][nur] Stillstand übrig. Obwohl ständig Bewegung gezeigt wird, zu Land, zu Wasser, raucht die Spannung ab wie ein Formel-Eins-Wagen mit Motorschaden.“
Bei faz.net stellt Uwe Ebbinghaus fest: ‚Tod auf dem Rhein‘ „mit Lena Odenthal hält zum Boxenstopp am Hockenheim-Ring. Das ist eine gute Idee. Doch seine Schnitte und Wendungen machen so schwindelig wie ein Motorrennen ohne erkennbare Rennstrategie. […] Gegen die Ensembleleistung ist nichts einzuwenden. Ulrike Folkerts hatte schon wesentlich schwächere Auftritte, Andreas Hoppe ringt der Figur ihres Assistenten Mario Kopper eine neue Facette, nämlich Lebensekel, ab, Karin Giegerich spielt als Konrad Hankes Schwägerin Silke Grimm derart souverän, dass man sich fragt, warum sie so selten im Fernsehen ist, und Jeremias Koschorz als traumatisierter Sohn Daniel Hanke ist eine Entdeckung. Dennoch ist dieser ‚Tatort‘ missglückt. Man kann sich weder mit den Figuren identifizieren, noch entwickelt die Handlung ansatzweise Sog. Der Film vermag die Aufmerksamkeit des Zuschauers nicht zu seinem Vorteil zu lenken. Er beginnt so verrätselt wie ein französischer Kunstkrimi und endet banal. In der Zwischenzeit muss man sich das Geschehen ebenso mühsam zusammenreimen wie die Zeitebenen und die Beziehungen der Beteiligten untereinander.“
Tilmann P. Gangloff meint: „Die Geschichte erlaubt zwar einige Blicke hinter die Kulissen eines Racing-Teams, darf aber das Stammpublikum der Sonntagskrimis nicht mit Details langweilen. […] So […] wird der Film immer wieder runtergebremst, und das buchstäblich: Gemessen an der Rasanz der Rennwagen zockelt die Inszenierung des Öfteren etwas hinterher. […] Bei aller Freude über den satten Sound der Maserati-Motoren: Der Film will einfach nicht auf Touren kommen, zumal einige Darsteller entschieden zu wenig Format für ihre Rollen haben.“
Die Kritiker der Fernsehzeitschrift TV-Spielfilm schreiben über diesen Tatort: „Die überkonstruierte Geschichte mit ihrem unglaubhaften Personal ist in etwa so spannend wie Knöllchenschreiben. Fazit: Wirrsinn mit angestrengten Darstellern.“
Als Antwort auf die Frage „Welcher Tatort ging denn aus Ihrer Sicht im Nachhinein gar nicht?“ nannte Ulrike Folkerts 2019 Tod auf dem Rhein: „Ich sehe mich da nur rumstehen und blöde Fragen stellen, ich hatte nichts Richtiges zu spielen. Der Tatort war total öde.“